# Condado de Winneshiek
El condado de Winneshiek (en inglés: Winneshiek County, Iowa), fundado en 1847, es uno de los 99 condados del estado estadounidense de Iowa. En el año 2000 tenía una población de 21 310 habitantes con una densidad poblacional de 12 personas por km². La sede del condado es Decorah.

## Geografía
Según la Oficina del Censo, el condado tiene un área total de 1787 km² (690 mi²), de la cual 1786 km² (689,6 mi²) es tierra y 1 km² (0,4 mi²) es agua.

### Condados adyacentes
- Condado de Fillmore noroeste
- Condado de Houston noreste
- Condado de Allamakee este
- Condado de Fayette sur
- Condado de Chickasaw suroeste
- Condado de Howard oeste
- Condado de Clayton sureste

## Demografía
En el 2000 la renta per cápita promedia del condado era de $38 908, y el ingreso promedio para una familia era de $45 966. El ingreso per cápita para el condado era de $17 047. En 2000 los hombres tenían un ingreso per cápita de $29 278 contra $21 240 para las mujeres. Alrededor del 8.00% de la población estaba bajo el umbral de pobreza nacional.
| 1900   | 1910   | 1920   | 1930   | 1940   | 1950   | 1960   | 1970   | 1980   | 1990   | 2000   |
| ------ | ------ | ------ | ------ | ------ | ------ | ------ | ------ | ------ | ------ | ------ |
| 23 731 | 21 729 | 22 091 | 21 630 | 22 263 | 21 639 | 21 651 | 21 758 | 21 876 | 20 847 | 21 310 |

## Lugares

### Ciudades
- Calmar
- Castalia
- Decorah
- Fort Atkinson
- Jackson Junction
- Ossian
- Ridgeway
- Spillville

### Otras Comunidades
- Bluffton
- Burr Oak
- Festina
- Frankville
- Highlandville
- Kendalville

### Principales carreteras
- U.S. Highway 52
- Carretera de Iowa 9
- Carretera de Iowa 24
- Carretera de Iowa 139
- Carretera de Iowa 150